# Supercopa de Europa de balonmano femenina
La Supercopa de Europa (inglés: Champions Trophy) fue una competición entre clubes de balonmano europeo organizada por la EHF (European Handball Federation) celebrada anualmente entre 1996 y 2008 (exceptuando 2005). 

## Fases Finales Femeninas
| EHF Supercopa de Europa |                                |                                |                                |                                |                                |                                |
| Año                     | Sede                           | Campeón                        | Subcampeón                     | Res.                           | Entrenador campeón             |                                |
| 2009                    | No se disputó esta competición | No se disputó esta competición | No se disputó esta competición | No se disputó esta competición | No se disputó esta competición | No se disputó esta competición |
| 2008                    | Tschechow                      | Swesda Swenigorod              | Hypo Niederösterreich          | 28-27                          |                                |                                |
| 2007                    | Vâlcea                         | C.S. Oltchim Valcea            | Zvenigorod Zvezda              | 23-19                          |                                |                                |
| 2006                    | Viborg                         | Viborg HK A/S                  | RK Krim Ljubljana              | 31-26                          |                                |                                |
| 2005                    | No se disputó esta competición | No se disputó esta competición | No se disputó esta competición | No se disputó esta competición | No se disputó esta competición | No se disputó esta competición |
| 2004                    | Leipzig                        | RK Krim Ljubljana              | Hypo Niederösterreich          | 34-25                          |                                |                                |
| 2003                    | Farum                          | RK Krim Ljubljana              | Slagelse FH                    | 33-28                          |                                |                                |
| 2002                    | Skopie                         | Kometal DP Skopje              | Ikast-Bording Elite Håndbold   | 30-28                          |                                |                                |
| 2001                    | Aarhus                         | Viborg HK A/S                  | Motor Zaporoschje              | 23-22                          |                                |                                |
| 2000                    | Viena                          | Hypo Niederösterreich          | Volgograd AKVA                 | 27-24                          |                                |                                |
| 1999                    | Viborg                         | Dunaferr SE                    | Bækkelagets SK Oslo            | 28-27                          |                                |                                |
| 1998                    | Silkeborg                      | Ikast-Bording Elite Håndbold   | Bækkelagets SK Oslo            | 25-24                          |                                |                                |
| 1997                    | Liubliana                      | Mar Valencia                   | Istochnik Rostow               | 27-25                          |                                |                                |
| 1996                    | Koprivnica                     | Podravka Koprivnica            | TV Lützellinden                | 22-21                          |                                |                                |
| 1995                    | Volgogrado                     | Rotor Volgograd                | Debreceni VSC                  | 27-21                          |                                |                                |
| 1994                    | Viborg                         | Hypo Niederösterreich          | TuS Walle Bremen               | 25-23                          |                                |                                |

### Palmarés por equipos (fem.)
| Equipo                       | Campeón | Subcampeón | Años Campeón | Años Subcampeón |
| ---------------------------- | ------- | ---------- | ------------ | --------------- |
| Hypo Niederösterreich        | 2       | 2          | 1994, 2000   | 2004, 2008      |
| RK Krim Ljubljana            | 2       | 1          | 2003, 2004   | 2006            |
| Viborg HK A/S                | 2       |            | 2001, 2006   |                 |
| Rotor Volgograd              | 1       |            | 1995         |                 |
| Podravka Koprivnica          | 1       |            | 1996         |                 |
| Mar Valencia                 | 1       |            | 1997         |                 |
| Ikast-Bording Elite Håndbold | 1       |            | 1998         |                 |
| Dunaferr SE                  | 1       |            | 1999         |                 |
| Kometal DP Skopje            | 1       |            | 2002         |                 |
| C.S. Oltchim Valcea          | 1       | 1          | 2007         | 2010            |
| Swesda Swenigorod            | 1       |            | 2008         |                 |

### Palmarés por países (fem.)
| País                   | Campeones | Subcampeones | Finalistas |
| ---------------------- | --------- | ------------ | ---------- |
| Dinamarca              | 4         | 1            | 5          |
| Rusia                  | 2         | 4            | 6          |
| Austria                | 2         | 2            | 4          |
| Eslovenia              | 2         | 1            | 3          |
| Hungría                | 1         | 1            | 2          |
| Croacia                | 1         |              | 1          |
| España                 | 1         |              | 1          |
| República de Macedonia | 1         |              | 1          |
| Rumanía                | 1         |              | 1          |
| Alemania               |           | 2            | 2          |
| Noruega                |           | 2            | 2          |
| Ucrania                |           | 1            | 1          |